# Lago de Campotosto
El lago de Campotosto (en italiano, Lago di Campotosto) es un lago artificial de la región de los Abruzos, Italia. El embalse se encuentra a una altitud de 1.313 m y comprende una superficie de 14 kilómetros cuadrados. Se encuentra en el parque natural conocido como "Parque Nacional del Gran Sasso y Montes de la Laga".
El lago se alcanza a través de la Autopista estatal 80 tanto desde L'Aquila como desde la costa Adriática. Carreteras menores llevan a Capitignano, Montereale y Amatrice.

## Descripción
Durante el período cuaternario de formación glaciar, la cuenca hídrica del Campotosto tiene la forma de una "Y" doble. Hacia el final de este período, se creó el lecho del río Fucino. La porción superior del lago artificial mantiene la previamente vista formación de doble "Y" que en el lado inferior tiene la forma más bien de una "V" simple.
La zona donde el lago se asienta actualmente fue en el pasado una dilatada zona de turba, solía seruna fuente de energía para las pequeñas industrias locales hasta el siglo XX. El lago de Campotosto fue creado en los años treinta a través de la construcción de tres diques. La principal razón para crear el lago fue establecer una reserva de agua que podría usarse para generar energía hidroeléctrica en el valle del Vomano.
Durante la construcción del lago de Campotosto, se fortificó un teleférico que lleva a la estación de ferrocarril de Capitignano. Se usaba para transportar materiales de construcción y para llevarse la tierra de las excavaciones. Desde Capitignano la línea de ferrocarril llevaba a L'Aquila siguiendo el curso que anteriormente se había usado para el transporte de turba. La línea ferroviaria fue abandonada poco después de que se terminase la construcción del lago.
Durante el invierno el lago se congela completamente, mientras que en el otoño mucha gente va a visitarla para admirar el colorido follaje en los cercanos bosques.

## Flora y fauna
La Reserva natural del Lago de Campotosto (en italiano, Riserva naturale del Lago di Campotosto) es una reserva natural estatal situada en la provincia de L'Aquila. Fue creada sobre una superficie de 1.600 hectáreas en el año 1984, para proteger el ambiente natural del que forma parte el lago de Campotosto. Las especies vegetales que destacan son las hayas y los sauces. Entre la fauna de la zona se encuentran los tejones, los faisanes y los zorros.

## Atracciones a orillas del lago
Un sendero circular de alrededor de 50 km de longitud recorre el perímetro del lago de Campotosto. Es de naturaleza bastante llana. En el verano como lugar de reunión para senderismo, footing, cicloturismo o simplemente paseos. Excursiones más breves pueden hacerse a partir de una de las dos principales ramas del lago. Un puente, Ponte delle Stecche  ("El puente de las estacas") se ha construido en las secciones más estrechas del lago. Cerca se alza una estructura más antigua en desuso. El viajero que usa este puente es también capaz de acortar su recorrido por el lago.
El cercano paso de Capannelle, se encuentra a unos 15 km y también atrae a muchos ciclistas en los meses más cálidos del año.

## Ciudades a sus orillas
- Campotosto
- Mascioni
- Poggio Cancelli